# Pionera Race
Das Pionera Race ist ein Straßenradrennen im Frauenradsport in Spanien.
Das Eintagesrennen wurde erstmals im Jahr 2024 ausgetragen und ist in die Kategorie 1.2 eingestuft. Das Rennen wird vom Mandarina Cycling Club ausgerichtet und findet jährlich im September statt. Die Strecke führt auf profiliertem Kurs durch den Süden der Valencianische Gemeinschaft.

## Palmarès
| Jahr | Sieger           | Zweiter       | Dritter      |
| ---- | ---------------- | ------------- | ------------ |
| 2024 | Debora Silvestri | Catalina Soto | Awen Roberts |
| 2025 |                  |               |              |